# جولييت ماي فرازير
جولييت ماي فرازير (بالإنجليزية: Juliette May Fraser)‏ هي رسامة أمريكية، ولدت في 1887 في هونولولو في الولايات المتحدة، وتوفي بنفس المكان في 1983.